# Viktoria Elisabeth Kaunzner
Viktoria Elisabeth Kaunzner (* 28. Mai 1982 in Deggendorf) ist eine deutsche Violinistin, Komponistin, Poetin, Musikproduzentin und Hochschulprofessorin.

## Leben und Wirken
Viktoria Kaunzner wuchs im Bayerischen Wald auf und gab im Alter von zwölf Jahren 1995 ihr Solodebüt mit dem Radio-Sinfonieorchester Pilsen. Sie gewann zahlreiche Nachwuchspreise bei nationalen und internationalen Musikwettbewerben, u. a. 1998 den 1. Bundespreis bei Jugend musiziert und Preise beim Internationalen Kocian-Violinwettbewerb.
Im Jahr 1999 spielte sie im Prinzregententheater München die Erstaufführung des Violinkonzerts von Franz E. Spannheimer, dirigiert vom Komponisten.
Nach dem Abitur absolvierte sie Musikstudien an der Musikhochschule Karlsruhe bei Josef Rissin und Jörg-Wolfgang Jahn, der Hochschule für Musik Hanns Eisler (wo sie ihr Diplom erhielt), am CNSMD Paris bei Olivier Charlier, der Musikhochschule Luzern bei Sebastian Hamann sowie an der Musikhochschule Köln bei Zakhar Bron. Komposition studierte sie u. a. bei Salvatore Sciarrino am Mozarteum Salzburg, Katja Tchemberdji, Musiktheorie bei Astrid Bolay und Thomas Daniel sowie Medienkomposition. Außerdem absolvierte sie Meisterkurse bei u. a. Yehudi Menuhin, Igor Oistrach und Natalia Gutman. Sie studierte Barockvioline und nahm Werke von Giuseppe Tartini auf.
Kaunzner spielte ihre Werke Mysterium und Silk Road für Violine und Orchester mit den Philharmonikern Jena, EuroArabClassic, dem Ensemble 20/21 Köln, Korean Strings. Sie spielte solistisch und kammermusikalisch u. a. in Paris, Salzburg, Ljubljana, Syrien, Jordanien, Libanon, Schweiz, Tschechien und Spanien. Darüber hinaus war sie Gastkonzertmeisterin u. a. beim Zermatt Festival der Berliner Philharmoniker und dem Korean Broadcasting Symphony Orchestra Seoul.
Mit dem Sinus-Quartett spielte sie die Uraufführung des 13. Streichquartetts ihres Lehrers Krzysztof Meyer bei den 1. Internationalen Schostakowitsch-Tagen in Gohrisch.
Gemeinsam mit der Harfenistin Anna Viechtl gründete sie 2003 das Duo 47/4 für Violine und Harfe. Seit 2009 ist sie Mitglied im Ensemble Garage für Neue Musik in Köln.
2014 gab sie im Mullae Art Center Seoul ein Rezital mit eigenen Werken und koreanischen Instrumenten, Musik von Violeta Dinescu und einem Arrangement von Cages 4′33″ für stille Violine, Mobiltelefon und Weisheiten auf Pappe. Als Hommage an eine Wiedervereinigung Koreas und die Olympischen Winterspiele in Pyeongchang 2018 führte sie im Münchner Atelier von Milan Mihajlovic beim Dreh ihres Fusion-Songs Lucid Dreams Regie und spielte selbst mit.
2018 beendete sie ihr Konzert Jasmine Rice für Violine, asiatische Instrumente, Harfe, Marimba westliches Orchester und Licht. Es folgte eine CD mit den Sonaten Nr. 1 & 2 von Nikolai Medtner und ihrem Stück Golden Sponge (Aplysina Aerophoba) für Violine, Piri, Haegeum, Sheng, Perkussion & Feldaufnahmen, einem Auftragswerk vom Ensemble Phase Seoul, mit welchem sie auch die Uraufführung inklusive Lichtinszenierung spielte.
Kaunzner arbeitete u. a. zusammen mit Daniel Barenboim, Sasha Boldachev, Constantinos Carydis, Gamin, Christian Thielemann, Adrian Brendel, Julia Fischer, Peter Ovtcharov, Stefan Temmingh, Florence Sitruk, dem Sharoun Ensemble der Berliner Philharmoniker und Spark.
Sender wie u. a. DeutschlandRadio, BR, WDR, Bayerisches Fernsehen, ARTE, TV Korea, KBS, Ucrain TV dokumentierten ihr künstlerisches Schaffen.
Seit 2013 spielt sie leihweise die Ex-Midori-David-Violine von Guarneri del Gesù. Ansonsten spielt sie auf einer Violine von Tomaso Eberle (gebaut 1742).

## Lehr- und Jurytätigkeit
Von 2010 bis 2018 unterrichtete sie als Professorin für Violine und Kammermusik an der Universität Kangnam in Südkorea. Außerdem gibt sie Meisterkurse in Deutschland, Korea und Nahost, u. a. für die Fundación Barenboim-Said in Palästina. 2014 gründete sie ViolinSpecialMasterclass (VSM) und gibt in ihrer Victory Academy Berlin Kurse. Sie war außerdem Jurorin bei Wettbewerben in Europa und Asien.

## Preise/Stipendien (Auswahl)
- 1998: 1. Bundespreis Jugend musiziert, Violine solo
- 1993–2001: wiederholte Preisträgerin beim Internationalen Kocian Violinwettbewerb & Bundeswettbewerb Jugend musiziert
- 2002: Preisträgerin beim Internationalen Violinwettbewerb Königin Sophie Charlotte
- 2005: Preisträgerin Concurso Internacional Dr Luis Sigall, World Federation of International Music Competitions (Geneva)
- 2005+2007: Preisträgerin beim Concours Flame, Paris[7][8]
- 2006/2007: Erasmus/Sokrates Stipendium
- 2005–2011: Stipendiatin bei Yehudi Menuhin Live Music Now e.V. Berlin und Köln
- 2013: Stipendium der Juilliard School, Starling Delay Symposium
- 2014: Kulturpreis für ausübende und darstellende Kunst, gestiftet vom Land Bayern[9]
- 2016: 2 Echo-Klassik CD Nominierungen
- 2018: Echo Klassik CD Nominierung

## Werke (Auswahl)
- Jasmine Rice – for improvising violin, Asian instruments, Western instruments & light (2012/18)
- Boarding-Musik für die koreanische Airline: „A Delightful T’Way Dream“ & „A Delightful T’Way Journey“ (2015)
- Mysterium für Violine & Orchester (2008/16) UA mit Goyang City Youth Orchestra, 2016
- Golden Sponge – Aplysina Aerophoba (Goldschwamm) für Violine, Piri, Haegum, Sheng, Elektronik & Licht (2017) UA 2017 Mullae Arts Center Seoul, Ensemble Phase
- Bernstein & Co, Quartett für Violine, Klarinette, Cello, Klavier & Publikum (2017), UA 2017 Maison Hélène de Beauvoir Goxwiller mit Ulrich Roman Murtfeld, Stefan Breith und Dörte Sehrer
- Lucid Dreams for voice, violin & ensemble, Fusion: Oriental-Asian/ Classic/ Electro (2017/18)
- Seidenstraße für Violine & Streichorchester (2017) Uraufführung 2017 mit Bundang Chamber Orchestra, Kang DschangU, Seongan Arts Center
- Der Goldene Schlüssel für Harfe solo (nach Grimm) (2016) Uraufführung Florence Sitruk, Burg Herstelle, Beverungen
- C U later...in Korea for singing violin, flute & two chopsticks (2011) Uraufführung Bongeunsa Temple Seoul mit Philipp Jundt 2011
- Wintersonnenwend für Violine und Viola über japanische Haiku Verse (2008), Uraufführung 2008, Yehudi Menuhin Live Music Now e.V. Köln mit Koichi Aoki

## Diskographie
- 2003 Zwiegespräche, Lieder und Duette, ANTES Edition BM-CD 31.9181
- 2015 Ja(zz)smine Rice – Violin Mysteries mit Sorin Creciun, Wonsun Choi, Roman Salyutov, Veit Hertenstein, Solo Musica
- 2015 Wild Bird – Duo 47/4 für Violine und Harfe mit Anna Viechtl, Oehms Classic
- 2017 Les Furies – 6 Solosonaten von Eugène Ysaÿe & Viktoria Kaunzner: Sojuchamäleon für Violine und Feldaufnahmen, Hänssler Classic
- 2019 EurAsian Gold: Nikolaj Medtner: Sonate Nr. 1 & 2 für Violine und Klavier, mit Oleg Poliansky & Golden Sponge (in Verhandlung)